# Juan José Laborda
Juan José Laborda Martín, né le 4 octobre 1947 à Bilbao, est un universitaire et homme d'État espagnol membre du Parti socialiste ouvrier espagnol (PSOE).
Il est porte-parole du PSOE au Sénat entre 1979 et 1987, secrétaire général du Parti socialiste de Castille-et-León-PSOE (PSCyL-PSOE) de 1985 à 1990, président du Sénat entre 1989 et 1996, et de nouveau porte-parole du groupe PSOE au Sénat de 1996 à 2004. Il se retire de la vie politique en 2008.

## Biographie

### Formation
Il est titulaire d'une licence en histoire moderne de l'université de Valladolid et en journalisme de l'université de Navarre. Il a un doctorat en histoire de l'université nationale d'enseignement à distance (UNED).
Il a été professeur d'histoire à l'université de Burgos.

### Débuts en politique
Il adhère en 1974 à l'Union générale des travailleurs (UGT), puis au Parti socialiste ouvrier espagnol l'année suivante. Il postule au Sénat lors des élections constituantes du 15 juin 1977 dans la circonscription de Burgos, sous les couleurs de la coalition « Union démocratique pour le Sénat » (UDS).
Il est élu avec 45 223 voix, ce qui constitue le plus faible score des nouveaux sénateurs. Il siège alors à la commission de la Présidence du gouvernement et de l'Organisation générale de l'administration publique, rejoignant ensuite la commission de l'Industrie, du Commerce et du Tourisme, ainsi que la commission spéciale des Autonomies, en tant que secrétaire, en 1978.

### Porte-parole sénatorial du PSOE
Il est réélu au cours des élections sénatoriales du 1er mars 1979 avec 44 727 suffrages favorables, réalisant de nouveau le moins bon résultat des quatre sénateurs.
À l'ouverture de la législature, il est choisi à 31 ans comme porte-parole du groupe socialiste. Il en est outre membre de la députation permanente, de la commission de la Constitution, de la commission de la Défense nationale, secrétaire de la commission du Règlement et vice-président de la commission spéciale d'enquête sur la situation de l'ordre public et les activités terroristes.
Il conserve son mandat aux élections sénatoriales anticipées du 28 octobre 1982, en augmentant sensiblement son score jusqu'à 82 444 suffrages. Il reste malgré tout le sénateur le moins bien élu de la province de Burgos et conserve son poste de porte-parole du groupe socialiste, désormais majoritaire. Il participe aux travaux de la commission de la Défense, alternant également entre la commission de la Constitution et la commission de la Présidence du gouvernement et de l'Intérieur.

### Chef des socialistes de Castille-et-León
Le 10 mars 1985, après une journée de dures négociations, Juan José Laborda est désigné à 37 ans secrétaire général du Parti socialiste de Castille-et-León-PSOE (PSCyL-PSOE) en remplacement de Demetrio Madrid, choisi pour occuper la présidence honorifique de la fédération socialiste. Il semble alors le candidat favori de la direction nationale du parti à la présidence de la communauté autonome aux élections autonomiques de 1987.
Aux élections sénatoriales anticipées du 22 juin 1986, il conserve son mandat et réalise, avec 74 158 suffrages en sa faveur, le troisième résultat de la circonscription de Burgos. Il est reconduit comme porte-parole du groupe socialiste, et siège à la députation permanente, la commission de la Défense, la commission de la Présidence du gouvernement et de l'Intérieur, la commission du Règlement.
Il confirme le 1er novembre qu'il sera chef de file socialiste aux prochaines élections en Castille-et-León, alors que José Constantino Nalda est sur le point de remplacer Madrid à la direction de l'exécutif autonomique.
Lors des élections aux Cortes de Castille-et-León du 10 juin 1987, il remporte 34,6 % des suffrages exprimés et 32 députés sur 84, soit 0,3 points de moins et autant de parlementaires que l'Alliance populaire de José María Aznar, qui obtient l'investiture des députés pour prendre la direction de l'exécutif.
Le 7 septembre suivant, la commission exécutive fédérale du PSOE décide, sur proposition d'Eduardo Martín Toval, de le remplacer par le sénateur de La Corogne Manuel Jaime Barreiro. Il lui cède formellement ses fonctions huit jours plus tard.
Il est réélu secrétaire général du PSCyL-PSOE avec 100 % des voix le 17 juin 1988, Demetrio Madrid étant remplacé à la présidence de la fédération par le maire de Ponferrada Celso López Gavela, après que sa gestion a été approuvée par plus de 82 % des délégués.

### Président du Sénat
Il se représente aux élections sénatoriales anticipées du 29 octobre 1989 dans la province de Burgos. Il y totalise 63 387 voix, le moins bon score des quatre élus. Dès le lendemain du scrutin, alors que courent les rumeurs sur la composition du prochain gouvernement, son nom est évoqué comme candidat à la présidence de la chambre haute des Cortes Generales, le titulaire du poste José Federico de Carvajal ayant été élu au Congrès des députés. Son nom est confirmé le 10 novembre, et il indique à cette occasion qu'il compte abandonner la direction du PSOE de Castille-et-León au nom d'une « incompatibilité morale ».
Le 21 novembre, Juan José Laborda est élu à 42 ans président du Sénat avec 144 voix favorables, avec le soutien du Parti nationaliste basque (EAJ/PNV) et de Convergence et Union (CiU), le Parti populaire (PP) ayant fait le choix du vote blanc. Le 16 décembre 1990, Jesús Quijano est élu pour lui succéder au poste de secrétaire général du PSCyL-PSOE.
Après avoir été réélu sénateur de Burgos avec 74 840 voix aux élections anticipées du 6 juin 1993, il est reconduit à la présidence de la chambre haute le 29 juin avec 137 voix, contre 105 au candidat du PP Alberto Ruiz-Gallardón, ayant de nouveau obtenu le soutien de l'EAJ/PNV et de CiU, ainsi que l'appui de la Gauche unie (IU).

### À nouveau porte-parole sénatorial
Il est une fois encore réélu sénateur lors des élections anticipées du 3 mars 1996, totalisant 69 678 suffrages. Le 24 mars, à deux jours de l'ouverture de la législature où il sera remplacé par un élu du PP, il est choisi comme nouveau porte-parole du groupe socialiste, en succession de Bernardo Bayona, devenu député. En outre, il siège à la députation permanente, à la commission générale des communautés autonomes et exerce les fonctions de porte-parole socialiste à la commission du Règlement.
Après les élections sénatoriales du 12 mars 2000, où il est réélu avec 67 477 voix, la direction provisoire du PSOE, instaurée après la démission du secrétaire général Joaquín Almunia, le confirme dans ses fonctions jusqu'à l'élection d'un nouveau dirigeant. Quand José Luis Rodríguez Zapatero prend la direction du parti en juillet, il maintient Laborda dans ses responsabilités. Toujours membre de la députation permanente et de la commission générale des communautés autonomes, il rejoint la commission des Nominations et conserve ses fonctions de porte-parole socialiste à la commission du Règlement.

### Fin de parcours
Il obtient son neuvième mandat consécutif à l'occasion des élections sénatoriales du 14 mars 2004, en recueillant 87 336 voix, ce qui constitue son propre record historique. À l'ouverture de la législature, il cède la direction du groupe à Joan Lerma et prend la présidence de la commission générale des communautés autonomes, tout en gardant son siège à la députation permanente. Le 12 octobre, il est hospitalisé pour une crise d'hypertension qui se révèle être un accident vasculaire cérébral qui affectera fortement sa mémoire les premiers jours. Il ne revient au Sénat que le 18 mai 2005, sous les applaudissements nourris de l'ensemble des sénateurs.
Alors qu'il ne se représente pas aux élections sénatoriales du 9 mars 2008, il est nommé le 24 janvier membre du Conseil d'État par le gouvernement Zapatero. Il est confirmé pour quatre nouvelles années par le gouvernement de Mariano Rajoy le 22 mars 2012.

### Vie privée
Il est marié et père de trois enfants.